# Jenny Ljunghill
Jenny Ljunghill, född 29 december 1933 i Starby, död 19 mars 2007 i Lund, var en svensk författare och lektor i psykologi. Hon utbildade sig till psykolog, och arbetade inom psykiatrin fram till 1971 då hon började undervisa på Socialhögskolan i Lund, där hon var verksam som universitetslektor fram till sin pension. I sitt fält var hon specialiserad på forskning rörande utbildning och kreativa processer inom socialt arbete.
Som poet och författare var hon återkommande krönikör i tidskriften Konkret åren 1967–1969. År 1976 gavs hennes Mensversar ut av Författarförlaget, en diktsamling där hon skrivit en dikt varje månad.Hon bidrog även med ett kapitel i Kvinnornas litteraturhistoria som gavs ut 1983, där hon publicerade en studie om Elsa Grave.